# Frontière entre le Michigan et le Wisconsin

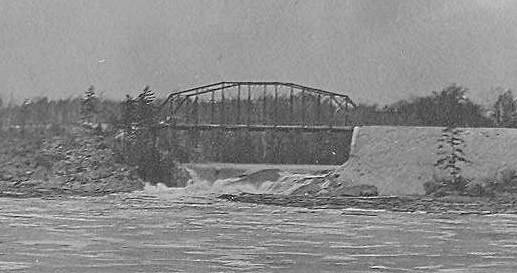
Le pont de Twin Falls, sur la rivière Menominee, reliait le Michigan au Wisconsin.

La frontière entre le Wisconsin et le Michigan est une frontière intérieure des États-Unis délimitant dans le Midwest les territoires du Wisconsin au sud et à l'ouest et du  Michigan au nord et à l'est. Cette frontière est lacustre et terrestre au nord, séparant le nord-est du Wisconsin de la péninsule supérieure du Michigan et entièrement lacustre à l'ouest, passant au milieu du lac Michigan. 

## Tracé
Son tracé débute au tripoint lacustre entre le Wisconsin, le Michigan et le Minnesota au milieu de la partie sud-ouest du lac Supérieur. La frontière suit alors en ligne droite une direction sud-sud-ouest jusqu'à l'embouchure de la Montreal River (en) où débute son tracé terrestre. Celui-ci va suivre grossièrement une direction nord-ouest/sud-ouest. Il remonte la rivière Montreal sur une cinquantaine de kilomètres. Peu après la confluence avec Layman Creek, la frontière oblique dans une direction est-sud-est en ligne droite sur près de 80 km, traversant une région composée de très nombreux lacs et étangs, avant d'atteindre le lac Vieux Désert qu'elle traverse de part en part, coupant l'extrémité d'une presqu'île, créant l'enclave wisconsine de Duck Point à son extrémité. À l'est du lac, entre les deux petites îles de Duck Island (en) (Wisconsin, au sud) et Near Island (Michigan, au nord), la frontière oblique dans une  direction sud-ouest, toujours en ligne droite sur une vingtaine de kilomètres jusqu'au lac Brule. Elle va alors suivre le cours de la rivière Brule qui s'en écoule au sud, dans une direction grossièrement est jusqu'à sa confluence avec rivière Michigamme, les deux rivières donnant alors la rivière Menominee dont la frontière descend le cours, alternant des directions sud-ouest et sud, jusqu'au lac Michigan au niveau de la ville de Marinette. La frontière redevient alors entièrement lacustre. Elle remonte vers le nord-est, passant au milieu de la baie de Green Bay puis à la sortie de celle-ci contourne par le nord l'île Washington et l'île Rock, puis prend une direction sud-ouest jusqu'au milieu du lac Michigan où elle redescend alors vers le sud, à équidistance des côtes de Wisconsin à l'ouest et du Michigan à l'est, jusqu'au tripoint frontalier lacustre entre le Wisconsin, le Michigan et l'Illinois.

## Histoire
La frontière fut établie en 1836 alors que le Territoire du Michigan s'apprêtait à rejoindre l'Union en tant qu'État américain (il le sera le 26 janvier 1837) et que fut alors créé le territoire du Missouri (le Missouri ne deviendra un État, sur un territoire moins étendu qu'en 1848). 
Lors de la création de l'État du Michigan, celui-ci dut abandonner ses prétentions sur la bande de Toledo, qui avait entrainé une dispute territoriale avec l'État de l'Ohio et reçut en échange de la part du gouvernement fédéral américain ce qui est aujourd'hui la péninsule supérieure du Michigan qui n'avait, jusqu'à la construction du pont Mackinac en 1967 au dessus du détroit homonyme séparant le lac Michigan du lac Huron, aucun lien terrestre avec le reste de l'État du Michigan. 
La frontière entre le Wisconsin et le Michigan fit l'objet de disputes qui ont été tranchées en 1935 et 1936 par la Cour suprême des États-Unis (seule cour habilitée à trancher des litiges entre États) sur la souveraineté sur une zone au débouché de la baie de Green Bay (Wisconsin v. Michigan (en)). Le texte de 1836 indiquait comme tracé de la frontière « le chenal le plus habituel pour les navires » (the most usual ship channel) or deux routes maritimes étaient alors utilisées pour l'accès à la baie. La Cour suprême donna raison au Wisconsin et le Michigan perdit une zone du lac et quatre îles: Plum, Detroit (en), Washington et Rock (en).  